# توموجي تانابي
توموجي تانابي (18 سبتمبر 1895 - 19 يونيو 2009) كان معمرًا يابانيًا فائقًا، وفي وقت وفاته عن عمر ناهز 113 عامًا، كان أكبر رجل حي في العالم لمدة عامين و146 يومًا. أصبح تانابي أكبر رجل في اليابان بعد وفاة نيجيرو توكودا، الذي كان يبلغ من العمر 111 عامًا في ذلك الوقت، في 12 يونيو 2006. عند وفاة إميليانو ميركادو ديل تورو البالغ من العمر 115 عامًا في 24 يناير 2007، تولى تانابي لقب الرجل صاحب أقدم تاريخ ميلاد مُثبت في العالم. كان تانابي سابع أكبر شخص مُثبت في العالم وثالث أكبر شخص في اليابان (خلف كاما تشينين وتشييو شيرايشي). كان تانابي أيضًا أكبر رجل على قيد الحياة في اليابان قبل جيرويمون كيمورا.

## سيرته
ولد توموجي تانابي في مياكونوجو، ميازاكي، وعمل مهندسًا مدنيًا في مكتب المدينة. وقد أرجع سر طول عمره إلى الامتناع التام عن الكحول والتدخين. وفي عيد ميلاده الـ112، قال: "أريد أن أعيش إلى الأبد. لا أريد أن أموت"، وحصل على 100 ألف ين وزهور من عمدة المنطقة. كان تانابي "يتمتع بصحة جيدة للغاية" وكان يأكل الخضروات ويشرب الحليب يوميًا.
قال مساح الأراضي السابق في المدينة تانابي في عيد ميلاده الثالث عشر بعد المائة "أنا سعيد. آكل كثيرًا. لا أريد أن أموت بعد". في عام 2008، قال إنه يريد "العيش إلى أجل غير مسمى". تلقى تانابي كوب شاي عملاقًا محفورًا عليه اسمه وتاريخ ميلاده بالإضافة إلى هدايا عيد ميلاد وزهور ومبلغ 100000 ين نقدًا من عمدة مياكونوجو ماكوتو ناجاميني. وقال أحد مسؤولي مياكونوجو: "طعامه المفضل هو الجمبري المقلي، لكننا سمعنا أنه قلل من تناول الأطعمة الزيتية. وقال إنه يريد أن يعيش لمدة 10 سنوات أخرى، وأنه لا يريد أن يموت".
بعد عيد ميلاده الأخير، تدهورت صحة تانابي بسرعة. وكان طريح الفراش معظم الوقت منذ أوائل مايو/أيار 2009 ولم يكن يستطيع تناول الطعام بسبب إصابته بحالة قلبية مزمنة. في 19 يونيو 2009، توفي تانابي أثناء نومه بسبب قصور في القلب في منزله بجنوب اليابان. وكان عمره 113 سنة و274 يوماً. وبعد وفاة تانابي، أصبح هنري ألينجهام، وهو من قدامى المحاربين البريطانيين في الحرب العالمية الأولى ويبلغ من العمر 113 عاماً، أكبر رجل على قيد الحياة في العالم، لكنه توفي بعد شهر واحد.
وقد ترك وراءه ثمانية أطفال، و25 حفيدًا، و54 من أبناء الأحفاد.